# Іван Грохар
Іван Грохар (словен. Ivan Grohar; 15 червня 1867, Сподня Сориця, Верхня Крайна, тоді Австро-Угорщина — 19 квітня 1911, Любляна, Австро-Угорщина) — словенський художник-імпресіоніст. Він також був визнаним гітаристом і співаком.

## Біографія
Осиротів дитиною. Рано виявив живописні здібності, розвивав їх завдяки заступництву старших майстрів. З 1894 року по стипендії вчився живопису у Відні та Граці. У 1896 році відкрив власну студію в Шкоф'я-Лока. Під впливом Джованні Сегантіні звернувся до релігійного живопису, зазнав впливу символізму.
У 1904 році разом з іншими словенськими імпресіоністами Матія Ямою, Матеєм Стерненом та Ріхардом Якопичем брав участь у виставці, організованій у Відні і мав великий успіх. Після цього його роботи експонувалися в Лондоні, Белграді, Трієсті, Варшаві, Берліні.
Помер 19 квітня 1911 у віці 43 років від туберкульозу. Похований у меморіальному парку Нав'є в Любляні.

## Посмертна доля і визнання

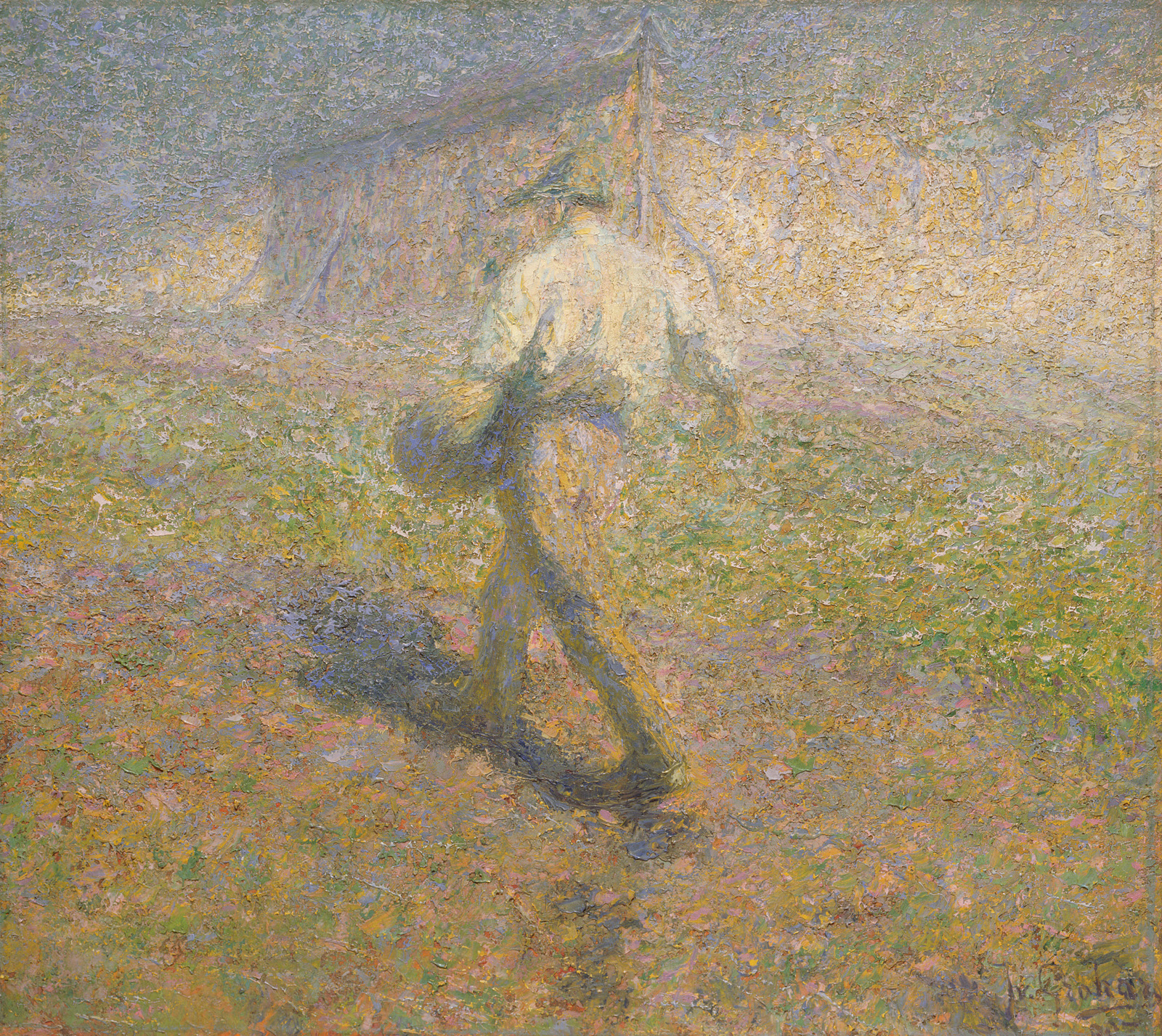
Полотно Грохара «Сівач» відтворено на словенській монеті в 5 євроцентів (2007).

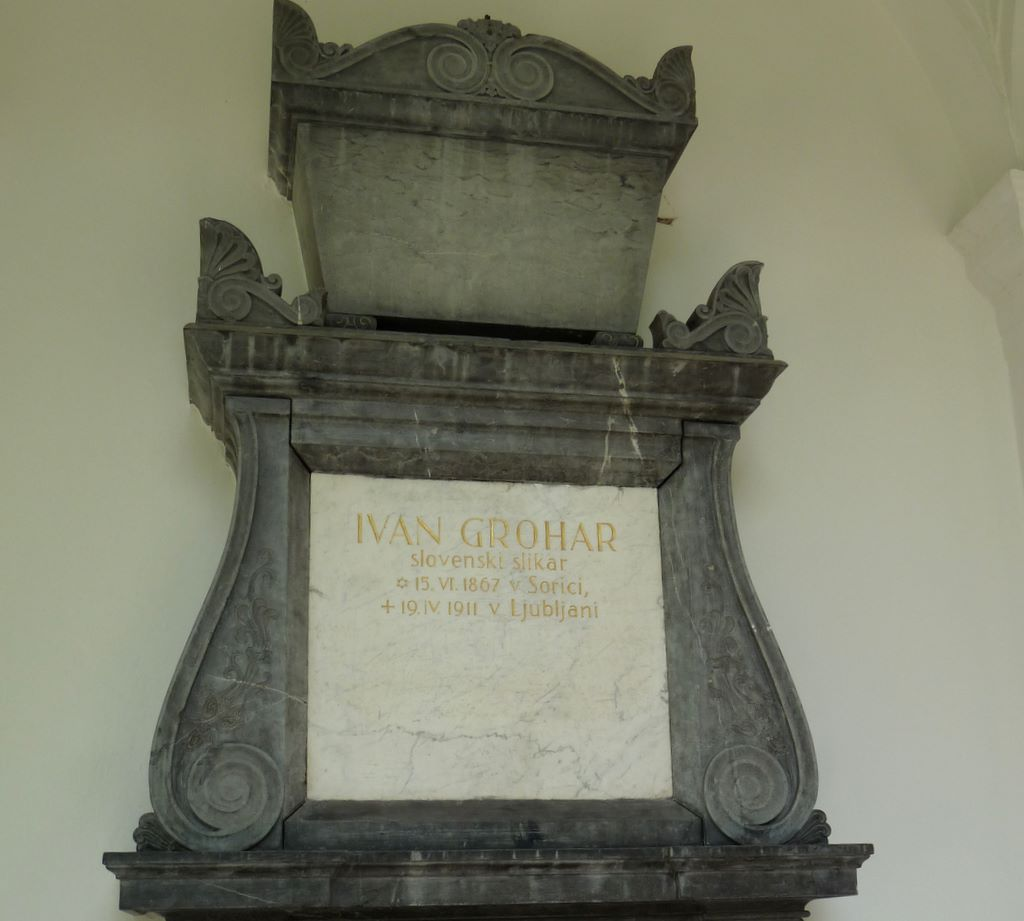
Надгробок Івана Гроха

## Галерея

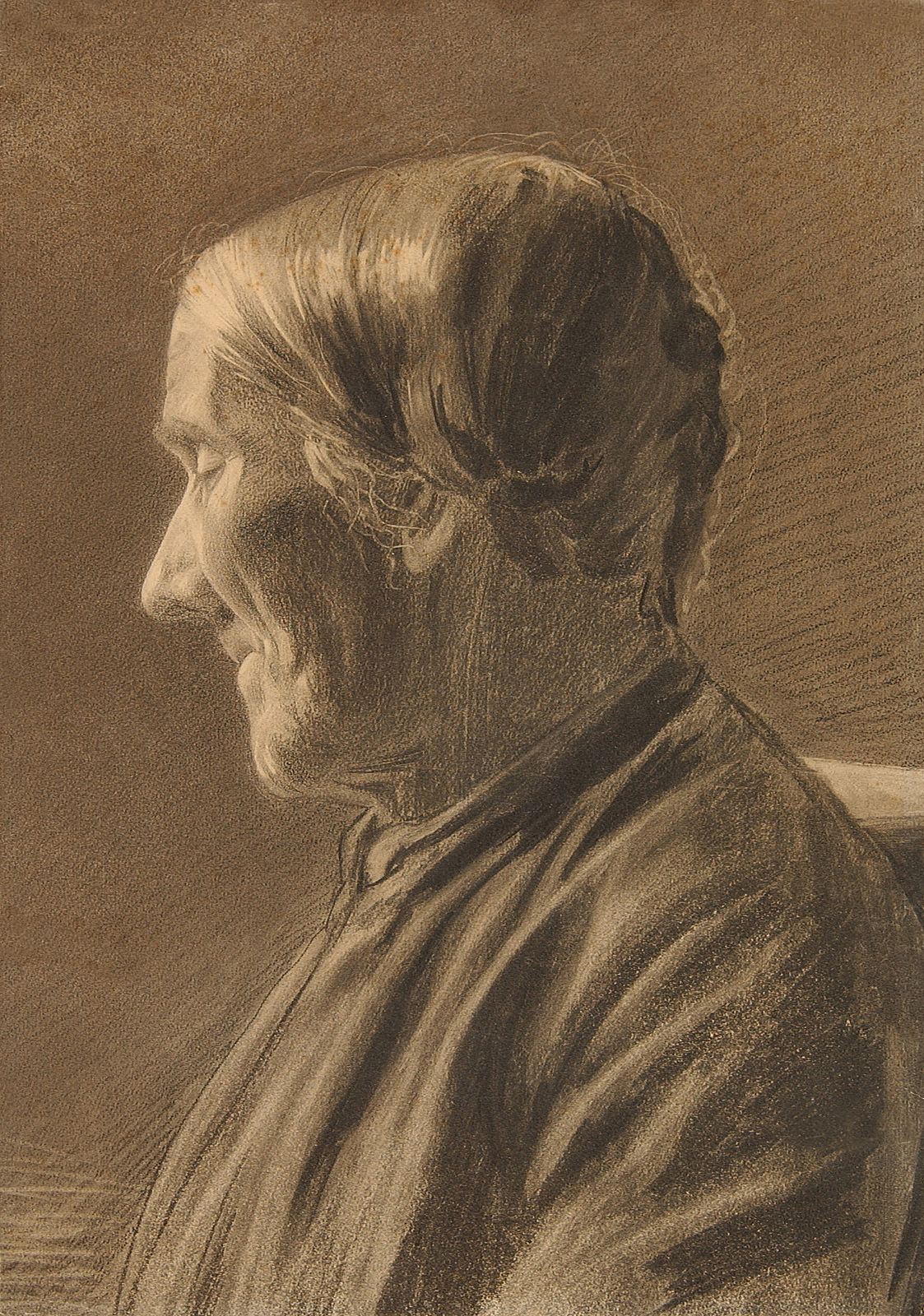
Портрет матері
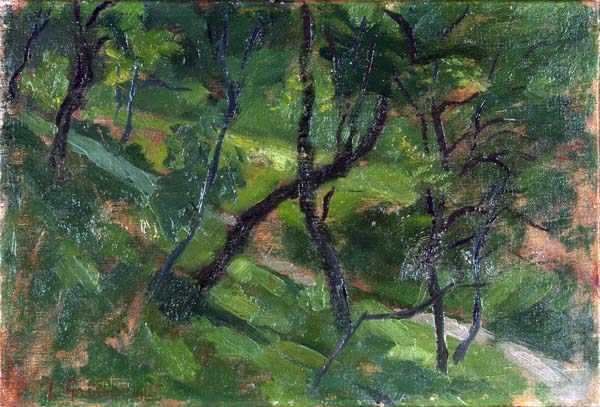
Фруктовий сад у місячному сяйві
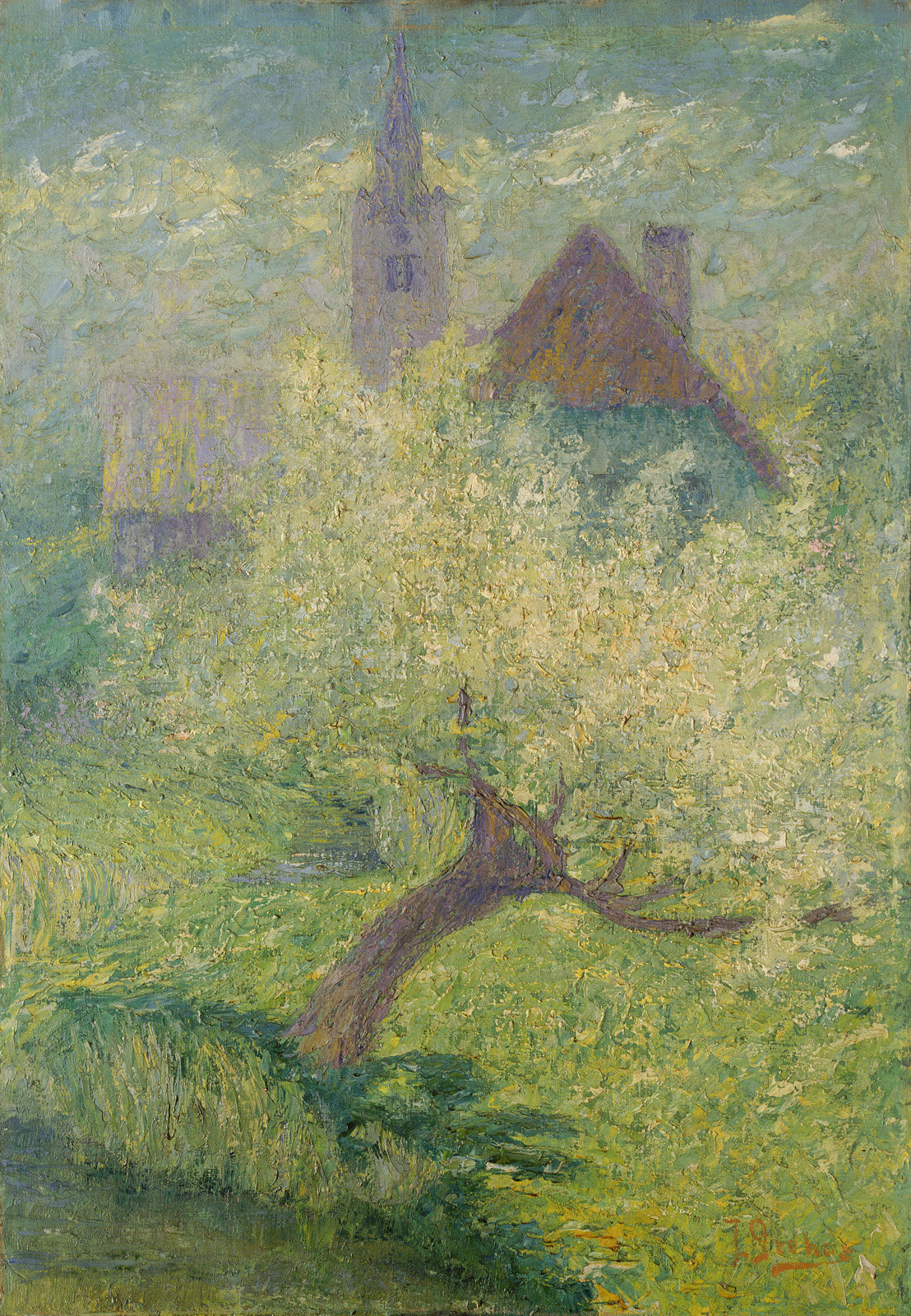
Яблуневе дерево
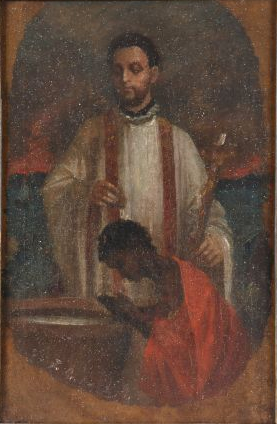
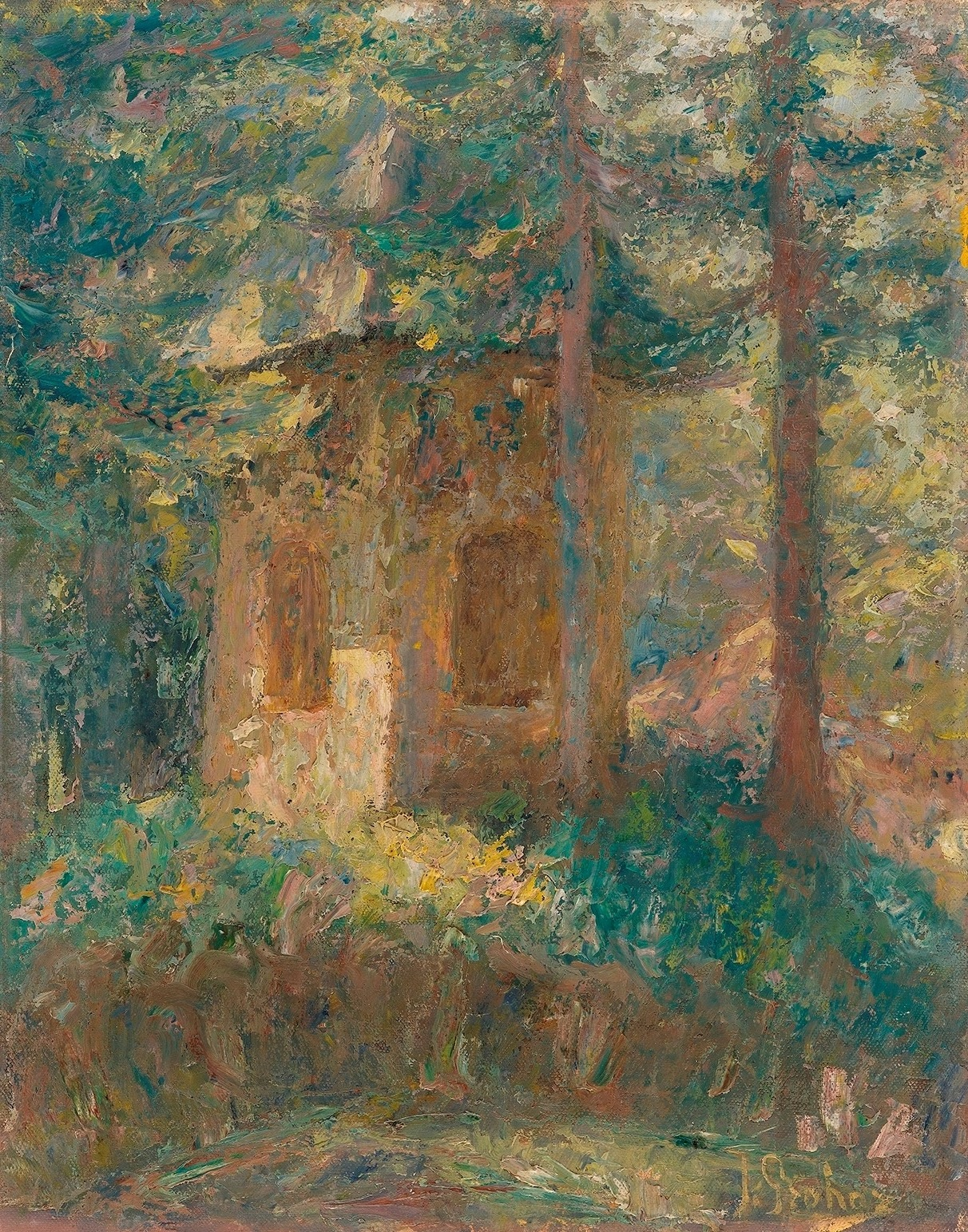
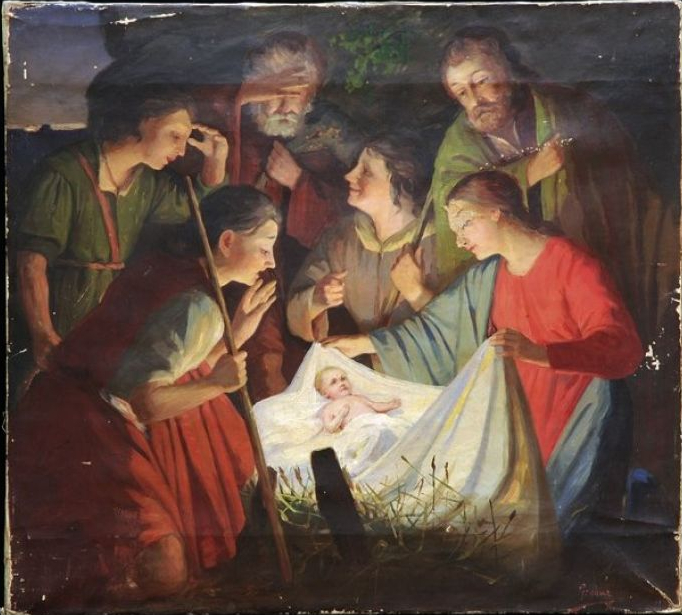
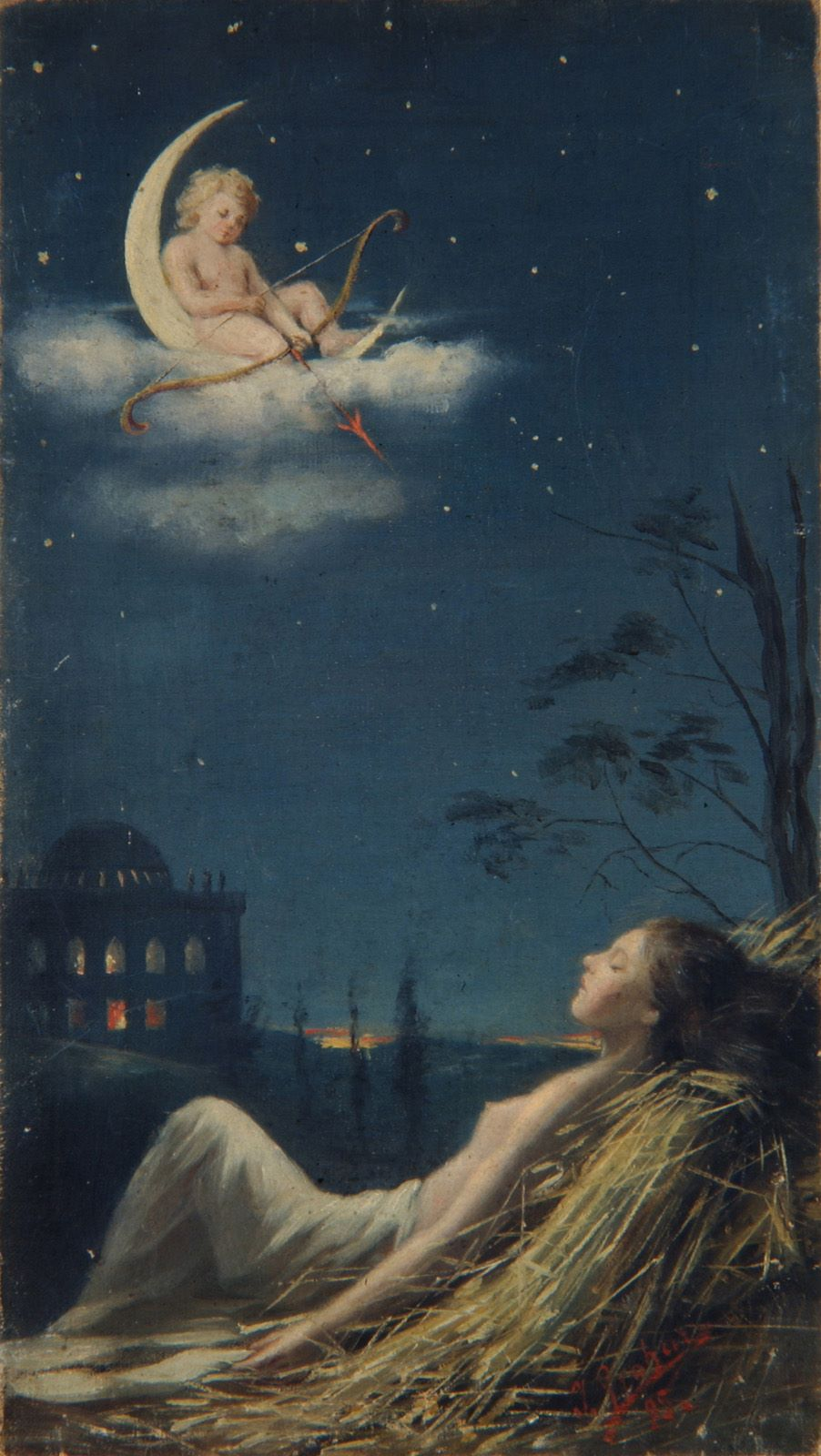
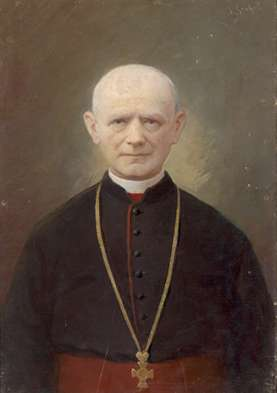
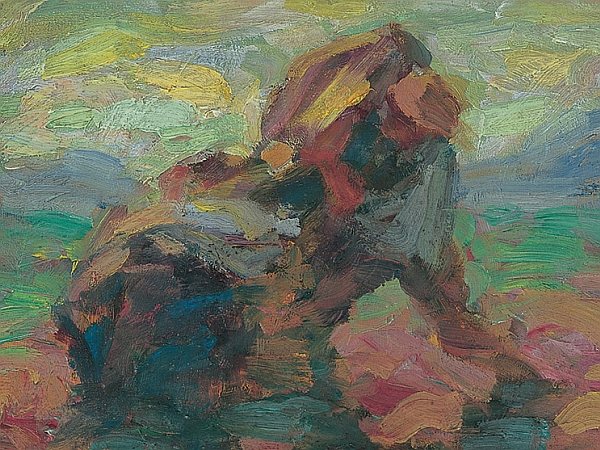